# Arkell's Brewery Ltd
Arkell's Brewery Ltd, bryggeri i Swindon, Wiltshire, Storbritannien. Bryggeriet invigdes 1843.

## Exempel på varumärken
- 2B
- 3B
- Kingsdown Ale